# مغرس (أداة)
المِغْرَس أو المِحفار أو مسمار الزراعة عصا خشبية مدببة لصنع ثقوب في الأرض، بحيث يمكن زرع البذور والفسائل. تأتي المحافير في مجموعة متنوعة من التصاميم بما في ذلك المحافير المستقيمة، والمزودة بالمقابض.
تصنع غالباً من الخشب، كما تصنع أيضاً من اللدائن، والمعدن... وغيرها.